# Dom Sébastien
A Dom Sébastien (olaszul: Don Sebastiano) Gaetano Donizetti ötfelvonásos operája (grand opéra). A szövegkönyvet Eugène Scribe írta Paul Foucher Don Sébastien de Portugal című színműve alapján. A művet 1843. november 12-én mutatták be először a párizsi Opérában. Magyarországon először a Pesti Városi Német Színházban játszották 1846. június 3-án, német nyelven. Magyar nyelven először a Nemzeti Színházban mutatták be június 15-én. Donizetti átírta a művet a Bécs számára is, jelentősen megrövidíttetve. A német Dom Sébastien sokkal nagyobb sikernek bizonyult mint a francia változata. Ugyanez a változat került a későbbiekben az olasz színházakba is.

## Szereplők
| Szereplő                                                 | Hangfekvés   | Az ősbemutató szereposztása |
| -------------------------------------------------------- | ------------ | --------------------------- |
| Dom Sébastien, Portugália királya                        | tenor        | Gilbert Duprez              |
| Dom Antonio, a király unokaöccse, a távollétében régense | tenor        | Jean-Baptiste Octave        |
| Dom Juam de Sylva, a főinkvizítor                        | basszus      | Nicolas Levasseur           |
| Le Camoëns, katona, költő                                | bariton      | Paul Barroilhet             |
| Dom Henrique, a király hadvezére                         | basszus      | Ferdinand Prévost           |
| Ben-Selim, Fez kormányzója                               | basszus      | Hippolyte Brémont           |
| Abayaldos, az arab törzsek vezére                        | bariton      | Jean-Étienne-Auguste Massol |
| Zayda, Ben-Selim leánya                                  | mezzoszoprán | Rosine Stoltz               |
| Dom Luis                                                 | tenor        |                             |

## Cselekménye
- Helyszín: Lisszabon és Marokkó
- Idő: 1587

### Első felvonás
A portugál király keresztes hadjáratot indít a mórok ellen, a hatalmat távollétében unokaöccsére, Dom Antonióra bízza. A csapatok elindulása előtt Camoëns a költő kihallgatást kér a királytól, de a főinkvizítor elzavarja. Az éppen belépő király végül meghallgatja. Megtetszik neki a költő Vasco da Gamáról szóló verse és megígéri neki, hogy magával viszi a hadjáratba. Az indulás előtt ünnepséget szerveznek, amelynek fénypontja egy fiatal mór nő, akit boszorkányság miatt ítéltek el, máglyahalála. A király azonban, szembeszállva a főinkvizítor ítéletével szabadon bocsátja a leányt, sőt elrendeli, hogy térjen vissza hazájába. A király szerelmes lesz a lányba, s Zaida viszonozza közeledését. A király felkéri Camoëns-t, hogy jósolja meg jövőjét: a prófécia sok viszontagságot, de végül diadalmas visszatérést ígér. Míg a király és harcosai küldetésük sikeréért, a főinkvizítor, a régens és híveik a had vesztéért fohászkodnak.

### Második felvonás
Zaida apja azt szeretné, ha lánya Abayaldoshoz, hadvezéréhez menne feleségül. A lány nem tud dönteni: szíve szerint a király felesége lenne, de népe iránt érzett kötelessége azt diktálja, hogy Abayaldoshoz menjen nőül. Eközben hír jön a mórok és a keresztény csapatok közeli megütközéséről, Abayaldos harcba szólítja a férfiakat a keresztény seregek ellen. A csatában a mórok győznek, maga a király is súlyosan megsebesül. Csak Zaida ismeri őt, ezért amikor a győztesek keresni kezdik - hogy életét megmentse - Sandoval, a spanyol vezér adja ki magát királynak, így őt ölik meg a mórok. A visszatérő Abayaldos felfedezi a sebesülten fekvő keresztény harcost és meg akarja ölni. Az előlépő Zaida azonban kegyelmet kér a számára. Emlékezteti, hogy egy korábbi csatában ő is megsebesült, s akkor a keresztények megkímélték az életét. Ezért megfogadta, hogy egyszer ő is megkegyelmez egy ellenfelének. A hadvezér e szavakra szabadon bocsátja a királyt (mert ő a sebesült harcos) és sorsát a gondviselésre bízza.

### Harmadik felvonás
Mór küldöttség érkezik Lisszabonba, élén Abayaldosszal, s vele tart, immár feleségként, Zaida is. Abayaldos ugyan feleségül vette Zaidát, de érzi, hogy a lánya szíve nem őérte, hanem egy ismeretlenért dobog, akinek nevét álmában többször is elsuttogja. A városba érkezik az álruhába öltözött király is, akit csak Camoëns ismer fel. A katedrálisban gyászszertartást tartanak az elhunytnak vélt király emlékére. Camoëns előrelép és megpróbálja megállítani a szertartást, mondva, hogy a király él. Nem hisznek azonban szavainak, sőt a főinkvizítor lázításért elfogatja. Ekkor Sébastien felfedi magát. Csakhogy neki sem hisznek és a főinkvizítor őt is elfogatja.

### Negyedik felvonás
Miközben Sébastien elítélésére készülnek, Zaida keresi fel a főinkvizítort, hogy tanúskodjon a király mellett. A féltékeny Abayaldos azonban, nem tudván megbocsátani, hogy az egykori szerelem Zaidában ilyen mély nyomot hagyott, nyilvánosan hazugnak nevezi feleségét, nem sejtve, hogy ezzel asszonyát is halálos veszélybe sodorja. Eközben a főinkvizítor felismeri a lányban azt a nőt, akit egyszer már halálra ítélt.

### Ötödik felvonás
Az egykori szövetségesek, a főinkvizítor és a régens nem tudnak megegyezni az ország jövőjét illetően. Míg a régens magának akarja a trónt, addig az inkvizítor a spanyol kezére játszaná át. Egy írást szerkeszt, amelyben Sébastien a trónról a spanyolok javára. Ezt odaadja Zaidának és felajánlja, ha sikerül aláíratnia, akkor mindketten szabadon távozhatnak. Az elkeseredett Sébastian kész aláírni a dokumentumot, de Zaida megakadályozza, mert hisz menekülésükben. Camoëns, a királyhoz hű katonák élén kimenekíti a foglyokat. Amikor már úgy tűnik, hogy sikerül elmenekülniük, két lövés dördül, s mindketten holtan esnek össze. Antonio diadalmasan lép elő, immár ő a király. A főinkvizítor azonban eléáll, felmutatja a király nevében aláírt dokumentumot, ami szerint II. Fülöpre szállt a korona.